# Litultovice (železniční zastávka)
Litultovice jsou železniční zastávka v osadě Pilný Mlýn mezi městysem Litultovice a obcí Lhotka u Litultovic na katastru Litultovic v okrese Opava. Zastávka leží v km 15,946 jednokolejné Opava východ – Svobodné Heřmanice mezi odbočkou Moravice a dopravnou Mladecko.

## Historie
Zatsávka s tehdejším německým názvem Leitersdorf-Oelhütten byla dána do provozu 29. června 1892, tedy současně se zprovozněním tratě z Opavy do Horního Benešova. Od roku 1918 se používalo české pojmenování Litultovice-Lhotka, od roku 1928 již jen Litulovice. Výjimkou bylo pouze období let 1938 až 1945, kdy se používalo německé označení Leitersdorf-Ölhütten.

## Popis zastávky

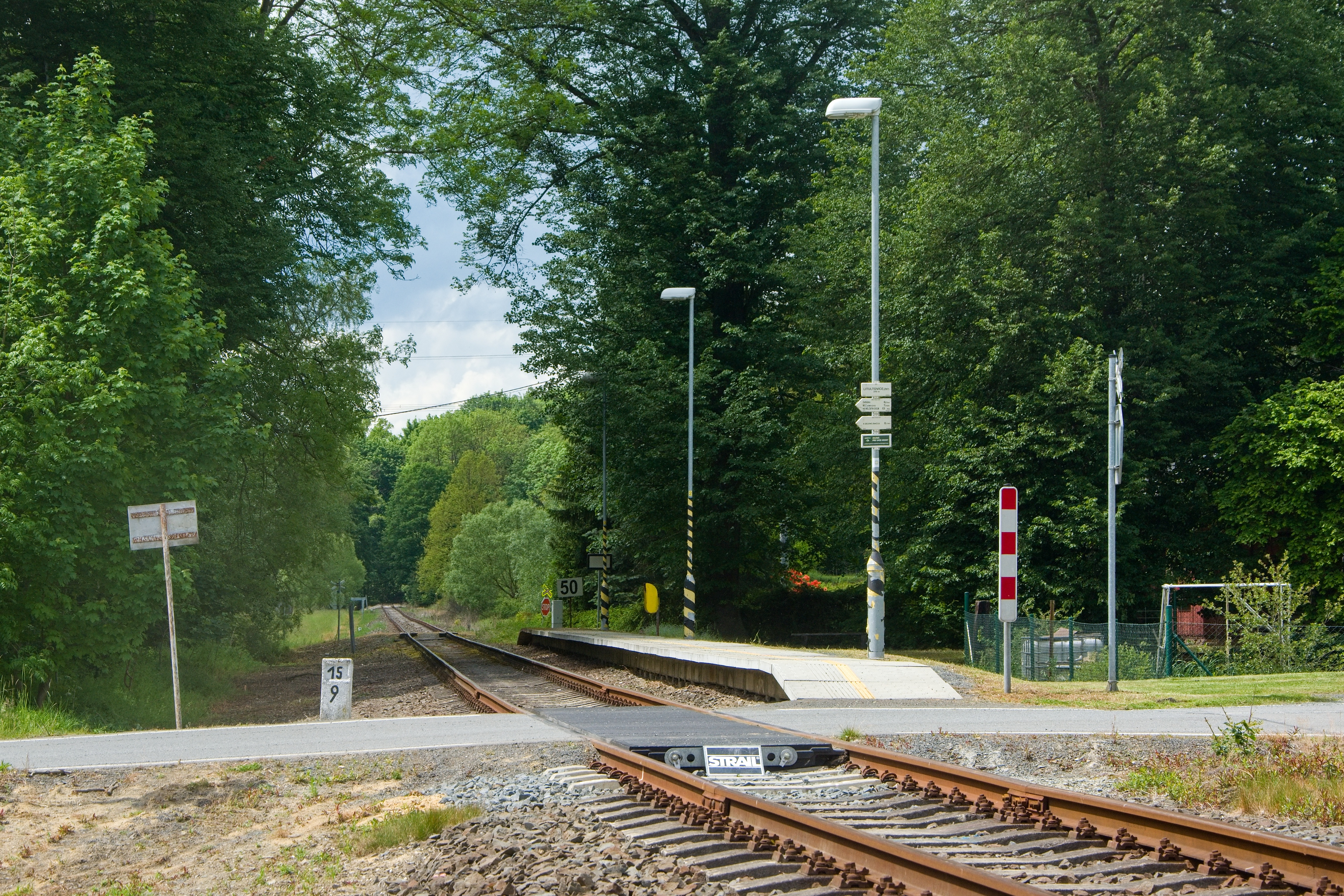
Celkový pohled na zastávku a přejezd P7841

V zastávce Litulovice je u traťové koleje zřízeno vnější jednostranné nástupiště o délce 60 m s nástupní hranou ve výšce 300 mm nad temenem kolejnice.
U zastávky směrem k odbočce Moravice se v km 15,892 nachází přejezd P7841 zabezpečený výstražnými kříži, na kterém trať kříží silnice IIII/44331 z Litultovic do Lhotky u Litultovic.